# 茨城県道337号竜ケ崎停車場線

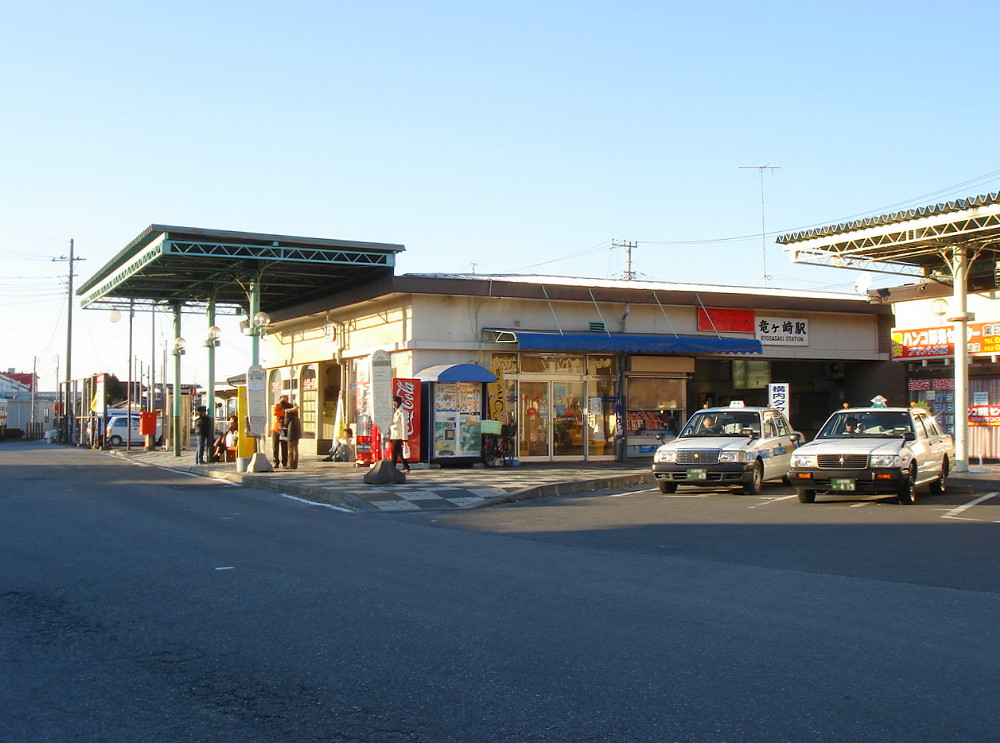
起点（竜ヶ崎駅）

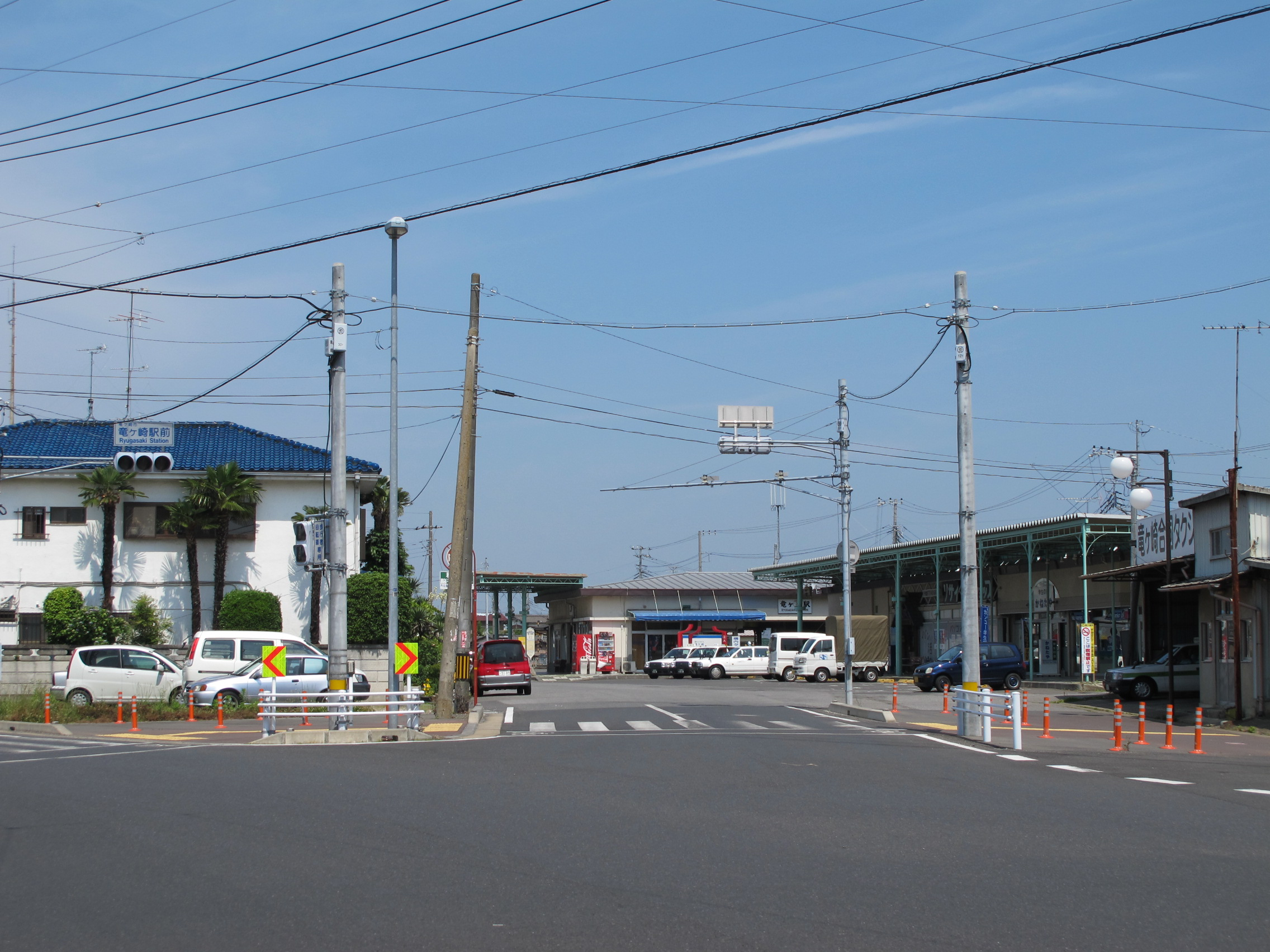
茨城県道337号竜ケ崎停車場線　全景
龍ケ崎市米町・終点（2013年6月撮影）

茨城県道337号竜ケ崎停車場線（いばらきけんどう337ごう りゅうがさきていしゃじょうせん）は、茨城県龍ケ崎市内を通る県道で、関東鉄道竜ヶ崎線竜ヶ崎駅と接続するための道路である。

## 路線概要
- 起点：龍ケ崎市寺後3903番（竜ヶ崎駅）[1]
- 終点：龍ケ崎市寺後3921番の6（茨城県道121号河内竜ケ崎線交点）[1]
- 総延長：56 m[2]
- 重用延長：なし[2]
- 未供用延長：なし[2]
- 実延長：56 m[2]
- 自動車交通不能区間延長[注釈 1]：なし[2]

## 歴史
1959年（昭和34年）10月14日、新たな県道として竜ケ崎市米町の竜ケ崎停車場を起点とし、県道取手潮来線交点（現在は県道河内竜ケ崎線）交点を終点とする区間を本路線とする県道竜ケ崎停車場線として茨城県が県道路線認定した。
1995年（平成7年）に整理番号337となり現在に至る。

### 年表
- 1900年（明治33年）8月14日：竜ヶ崎駅（龍ケ崎駅）が開業する。
- 1920年（大正9年）4月1日：現在の路線の前身である竜ヶ崎停車場線が路線認定される。[3]
- 1959年（昭和34年）10月14日
  - 現在の路線が路線認定される（図面対象番号337）[4]。
  - 道路の区域は、竜ケ崎市米町の竜ケ崎停車場から竜ケ崎市米町の主要地方道取手潮来線交点までと決定された[5]。
- 1974年（昭和49年）9月2日：終点位置変更により、路線延長が56 mから67 mとなる[1]。
- 1995年（平成7年）3月30日：整理番号346から現在の番号（整理番号337）に変更される[6]。

## 地理

### 通過する自治体
- 茨城県
  - 龍ケ崎市

### 交差する道路
- 茨城県道121号河内竜ケ崎線（終点）

### 沿線
- 関東鉄道竜ヶ崎線 竜ヶ崎駅